# Горошков
Горо́шков (укр. Горошків) — село, входит в Белоцерковский район Киевской области Украины.
Население по переписи 2001 года составляло 916 человек. Почтовый индекс — 09852. Телефонный код — 4560. Занимает площадь 3,638 км². Код КОАТУУ — 3224682001.

## Местный совет
09852, Київська обл., Тетіївський р-н, с.Горошків  (укр.)

## История
В XIX веке село Горошков было в составе Стрижавской волости, а в начале XX века в Жашковской волости, Таращанского уезда Киевской губернии. В селе была Богословская церковь.
Священнослужители Богословской церкви:
- 1746 — священник Василий Чайковский
- 1815—1831 — священник Иван Мануилович Похилевич
- 1865 — священник Василий Матвеевич Куцюбинский

## Известные уроженцы
- Лаврентий Иванович Похилевич (1816—1893), известный краевед и историк